# CODECO
CODECO — об'єднання різних угруповань ленду, що діють в Демократичній Республіці Конго. 
Назва є абревіатурою менш відомої повної назви групи, «Кооператив з розвитку Конго», 
який іноді також називають «Кооператив економічного розвитку Конго».
Група колись була мирним сільськогосподарським кооперативом, а потім перетворилася на збройний повстанський рух.
Рух кілька разів реорганізувався під керівництвом різних лідерів, з часом стаючи все більш фрагментованим. 
Декілька бойовиків, які заявляють про приналежність до (CODECO), звинувачуються чиновниками ООН у масових вбивствах та військових злочинах. На початок 2020-х її описують як озброєну політико-релігійну секту, є, об'єднання ополчень ленду або військово-політичну секту.
У серпні 2020 року група оголосила про одностороннє припинення вогню.

## Передмова
Група має свої коріння у землеробських громадах ленду провінції Ітурі. 
Ленду — етнолінгвістична група, що має конфлікт зі скотарським народом хема. 
Хема здобули привілеї за часів бельгійської колоніальної адміністрації, 
а пізніше — заїрського диктатора Мобуту Сесе Секо, що призвело до обурення серед ленду, які вважали, що їхнім правам власності загрожували Хема та їхні привілеї, а також дискримінувалися освітньою політикою, що діяла на той час. 
Хема, зі свого боку, значною мірою уникала широкомасштабної мобілізації проти ленду, розпустила більшість своїх збройних груп і, як правило, вважалося, що вони більш схильні до переговорів. 

## Релігійні елементи
На початок 2020-х CODECO іноді описують як «культ» 
 
або «секту», 

хоча Рада Безпеки ООН зазначає, що не всі фракції дотримуються релігійного поклоніння. 

РБК ООН описує релігійну сторону CODECO, яку він називає «культом CODECO», як суміш анімістських і християнських ритуалів, які пізніше також іноді поєднувалися з поклонінням їхньому покійному колишньому лідеру Джастіну Нгуджоло. 

За словами конголезького чиновника, якого цитує TRT World, прихильники групи поклоняються щопонеділка і четверга, коли вони не займаються сільським господарством, додавши, що група забороняє деякі овочі та свинину. 

Голландська неурядова організація «Pax» заявила, що цей рух «непомітно» займався містикою та фетишизмом. 
Розслідування AFP 2020 року прийшло до висновку, що у CODECO було «два обличчя» — військове, а одне «проникне містикою та анімізмом». 

Релігійну сторону групи очолює Нгаджоле Нгабу, відомий як «Жертовник», який представив себе як духовного лідера домінантної гілки CODECO. 
Він використовував своє становище для того, щоб або наказати, або заборонити атаки бойовиків під його командуванням. 
Він разом з іншими бійцями CODECO зустрівся з урядовою мирною делегацією на чолі з колишніми місцевими полководцями з перших років конфлікту, що, за повідомленнями кількох джерел, на які посилається AFP, знизило рівень масових вбивств. 

## Історія

### Заснування
Група була спочатку заснована в Заїрі, який тоді очолював Мобуто, в 1970-х роках як сільськогосподарський кооператив ленду Бернардом Какадо з наміром сприяти розвитку сільського господарства у вождівстві Валенду-Бінді на території Іруму в Ітурі. 

Група стала рупором вимог ленду, а саме рекультивації землі, нібито захопленої племенем хема, і відмови від іноземної експлуатації місцевих ресурсів. 

### Ітурійська війна
Під час конфлікту в Ітурі 1999-2003 років засновник CODECO Бернард Какадо почав організовувати збройні угруповання ленду, перш ніж приєднатися до Фронту патріотичного опору Ітурі (FRPI). 
У цей момент CODECO припинив своє існування як сільськогосподарський кооператив. 
В 2003 році міжнародній операції «Артеміда» вдалося покласти край насильству між угрупованнями «Ленду» та «Хема», досягнувши періоду відносної стабільності в регіоні. 

Проте ні організація, ні різні місцеві ополчення ніколи повністю не розпускалися, а замість цього складали зброю. 

### Воєнізоване угруповання
В 2017 році в Джугу почалися збройні напади міліції , які місцеві мирні жителі приписували CODECO. 
Уряд Конго заявив, що групу, яка стояла за нападами, очолював Джастін Нгуджоло, який почав використовувати назву CODECO для опису своєї міліції, незважаючи на те, що був пов’язаний з Фронтом націоналістів та інтеграціанолістів – ще одним повстанським угрупуванням ленду. 

Реорганізований CODECO знову повторив ті самі вимоги щодо прав власності, які спочатку визначали рух, але зустрів критику з боку відомих діячів ленду, які звинуватили його в невиправданому насильстві та зовнішніх маніпуляціях. 